# Здунек, Фриц
Фриц Здунек (нем. Fritz Sdunek; 18 апреля 1947, Люссов — 22 декабря 2014, Гамбург) — немецкий тренер в профессиональном боксе, в прошлом боксёр любитель. Один из самых успешных тренеров в боксе, тренировал в частности чемпионов мира братьев Кличко, Дариуша Михалчевски, Ахмеда Котиева и прочих.

## Биография
Начинал спортивную карьеру в любительском боксе. Победил в среднем весе на Студенческом чемпионате ГДР 1968 года. Выиграв 99 из 129 боёв, завершил личную любительскую боксёрскую карьеру и решил стать тренером.
В 1979 году окончил Институт физической культуры и спорта (нем. Deutsche Hochschule für Körperkultur) с дипломом преподавателя по спорту.
С 1960-х годов был членом спортклуба «Трактор Шверин» (нем. Traktor Schwerin), с которым также сотрудничал впоследствии как тренер до 1989 года. Там он тренировал, среди прочих, Андреаса Цюлова, победившего в лёгком весе на Олимпийских играх 1988 года в Сеуле.
С марта 1994 года работал как тренер с известной гамбургской боксёрской промоутерской организацией «Universum Box-Promotion».

## Личная жизнь
Был женат, имел двоих детей — сына и дочь. Дочь была замужем за Ахметом Онером (Ahmet Öner), родившимся и живущим в Германии турком, главой гамбургской боксёрской промоутерской организации «Arena Box-Promotion» и бывшим боксёром-профессионалом.

## Подопечные
Фриц Здунек тренировал множество боксёров, как профессионалов, так и любителей.
|  | Некоторые бывшие подопечные Здунека: - Виталий Кличко - Владимир Кличко - Ахмед Котиев - Артур Григорян - Хуан Карлос Гомес - Иштван Ковач - Михаэль Лёвэ - Дариуш Михалчевски - Ральф Роккиджани - Синан Шамиль Сам - Андреас Цюлов - Александр Дмитренко - Денис Бойцов - Себастиан Збик - Александр Алексеев - Жолт Эрдеи - Хорен Гевор - Марио Вейт - Кароль Балжай |

В январе 2009 года Кароль Балжай стал одиннадцатым боксёром тренирующимся у Здунека, ставшим чемпионом мира.